# لاجن
لاجن (به لاتین: Ladzin) یک روستا در لهستان است که در گمینا رمانوو واقع شده‌است. لاجن ۵۱۰ نفر جمعیت دارد.